# Попени (Браешти)
Попени (рум. Popeni) насеље је у Румунији у округу Ботошани у општини Браешти. Oпштина се налази на надморској висини од 169 m.

## Становништво
Према подацима из 2002. године у насељу је живело 301 становника, од којих су сви румунске националности.